# Permeabilitat vascular
La permeabilitat vascular és la capacitat de filtració selectiva de soluts i molècules a través de la paret dels vasos sanguinis, especialment a nivell de la microcirculació. Aquest mecanisme permet l’intercanvi controlat de substàncies entre el compartiment intravascular i el compartiment intersticial.
En condicions fisiològiques normals, la permeabilitat vascular està altament regulada i restringeix el pas de molècules de gran mida, com les proteïnes plasmàtiques. No obstant això, en situacions patològiques com la inflamació (aguda o crònica), el càncer o el procés de cicatrizació de ferides, aquesta permeabilitat pot augmentar de manera significativa, afavorint l’extravasació de líquids, proteïnes i cèl·lules inflamatòries.
El control de la permeabilitat vascular recau principalment en les cèl·lules endotelials, que formen la capa interna dels vasos sanguinis. Aquestes cèl·lules estan unides mitjançant diverses estructures especialitzades com les unions estretes i les unions adherents (adherens junctions). La distribució, densitat i organització d’aquestes unions varia segons el tipus de teixit o òrgan, fet que permet adaptar la permeabilitat vascular a les necessitats específiques locals.

## Tipus

### Permeabilitat vascular basal
En teixits normals, l'intercanvi molecular té lloc principalment als capil·lars, amb l'objectiu de subministrar nutrients i eliminar residus metabòlics. Aquest intercanvi implica principalment gasos com oxigen (O2) i diòxid de carboni (CO2), aigua i petites molècules com sals i sucres, a través del procés de difusió. La permeabilitat d'aquests capil·lars permet el pas de  molècules petites, però, impedeix el pas de molècules més grans, com les proteïnes plasmàtiques.

### Hiperpermeabilitat vascular aguda
Es produeix quan determinats factors com el VEGF-A, la histamina, la serotonina o el PAF són alliberats al torrent sanguini en resposta a estímuls com les al·lèrgies. Aquests agents actuen sobre les cèl·lules endotelials, especialment a nivell de les vènules postcapil·lars, provocant una resposta que incrementa ràpidament la permeabilitat vascular. Això afavoreix l’extravasació de plasma cap als teixits circumdants. Aquesta resposta és habitualment  autolimitada i es resol en un període de 20 a 30 minuts.

### Hiperpermeabilitat vascular crònica
Quan l'exposició a factors que augmenten la permeabilitat es cronifica dona lloc a una hiperpermeabilitat persistent estretament associat a tumors i malalties inflamatòries cròniques. L'extravasació d'un exsudat ric en proteïnes plasmàtiques pot formar un gel de fibrina i incrementar la pressió intersticial provocant una acumulació de líquid en espai, com passa amb l’ascites en cavitats corporals.